# Substance 1987
Substance, también conocido como Substance 1987 -en español: Sustancia- es un álbum recopilatorio de la banda inglesa de post-punk New Order, publicado por Factory Records en agosto de 1987. El disco recopila todos los sencillos de la banda hasta ese momento de las versiones de 12 pulgadas, junto con sus respectivos lado B, incluyendo el sencillo independiente True Faith junto con su lado B " 1963 ".
Substance fue lanzado en vinilo, CD doble, doble casete y cintas de audio digital. Con más de un millón de copias vendidas, el álbum se convirtió en el más vendido y exitoso de la carrera del grupo y en el más exitoso entre la crítica, incluyendo su inclusión en listas como los mejores álbumes de todos los tiempos de varias publicaciones especializadas.

## Lista de canciones
Todas las canciones escritas y compuestas por New Order; excepto donde se indique.
Lado 1
| Side one |                           |              |          |  |
| N.º      | Título                    | Escritor(es) | Duración |  |
| 1.       | «Ceremony»                | Joy Division | 4:23     |  |
| 2.       | «Everything's Gone Green» |              | 5:30     |  |
| 3.       | «Temptation»              |              | 6:59     |  |

Lado 2
| Side two |                   |                         |          |  |
| N.º      | Título            | Escritor(es)            | Duración |  |
| 4.       | «Blue Monday»     |                         | 7:29     |  |
| 5.       | «Confusion»       | New Order, Arthur Baker | 4:43     |  |
| 6.       | «Thieves Like Us» | New Order, Arthur Baker | 6:36     |  |

Lado 3
| Side three |                    |                       |          |  |
| N.º        | Título             | Escritor(es)          | Duración |  |
| 7.         | «The Perfect Kiss» |                       | 8:46     |  |
| 8.         | «Sub-culture»      |                       | 4:48     |  |
| 9.         | «Shellshock»       | New Order, John Robie | 6:28     |  |

Lado 4
| Side four |                         |                          |          |  |
| N.º       | Título                  | Escritor(es)             | Duración |  |
| 10.       | «State of the Nation»   |                          | 6:32     |  |
| 11.       | «Bizarre Love Triangle» |                          | 6:44     |  |
| 12.       | «True Faith»            | New Order, Stephen Hague | 5:55     |  |

CD
| Disc two |                                                      |                          |          |  |
| N.º      | Título                                               | Escritor(es)             | Duración |  |
| 1.       | «In a Lonely Place»                                  | Joy Division             | 6:16     |  |
| 2.       | «Procession»                                         |                          | 4:27     |  |
| 3.       | «Cries and Whispers» (incorrectly labeled as "Mesh") |                          | 3:25     |  |
| 4.       | «Hurt»                                               |                          | 6:58     |  |
| 5.       | «The Beach»                                          |                          | 7:19     |  |
| 6.       | «Confusion» (instrumental)                           | New Order, Arthur Baker  | 7:38     |  |
| 7.       | «Lonesome Tonight»                                   |                          | 5:11     |  |
| 8.       | «Murder»                                             |                          | 3:55     |  |
| 9.       | «Thieves Like Us» (instrumental)                     | New Order, Arthur Baker  | 6:57     |  |
| 10.      | «Kiss of Death»                                      |                          | 7:02     |  |
| 11.      | «Shame of the Nation»                                | New Order, John Robie    | 7:54     |  |
| 12.      | «1963»                                               | New Order, Stephen Hague | 5:35     |  |

## Posicionamiento en lista
| Lista (1987)                  | Posiciones |
| ----------------------------- | ---------- |
| Australian ARIA Albums Chart  | 12         |
| Canadian RPM Albums Chart     | 15         |
| New Zealand RIANZ Album Chart | 4          |
| Swedish Sverigetopplistan     | 49         |
| Swiss Music Charts            | 10         |
| UK Albums Chart               | 3          |
| UK Independent Albums Chart   | 1          |
| US Billboard 200 Albums Chart | 36         |

## Personal
- Bernard Sumner – voz, guitarras, melódica y sintetizadores
- Peter Hook – bajos, octapad y coros
- Stephen Morris – batería, sintetizadores y caja de ritmos
- Gillian Gilbert – sintetizadores, samplers y guitarras